# Richard Schröder
Richard Karl Heinrich Schröder (født 19. juni 1838 i Treptow an der Tollensee, død 3. januar 1917 i Heidelberg) var en tysk retslærd.
Schröder blev Dr. jur. 1861, 1863 privatdocent i Bonn, 1866 ekstraordinær, 1870 ordentlig professor sammesteds, 1873 i Würzburg, 1882 i Strasbourg, 1885 i Göttingen, 1888 i Heidelberg. Schröder, der udgik fra Waitz's og Beselers skole, bistod Jacob Grimm ved udarbejdelsen af 4. bind af dennes Weisthümer (1863) og udgav efter Grimms død selvstændig 5., 6. og 7. del af denne samling med navne- og sagregister til hele værket (1866, 1869, 1878). Schröders fremragende arbejde Geschichte des ehelichen Güterrechts in Deutschland (I 1863, II 1.—3. afdeling 1868, 1871 og 1874) skaffede forfatteren ry som Tysklands bedste kender af de herhenhørende retssystemer; hans medhjælp blev søgt til udformningen af de pågældende afsnit af den nye borgerlige lovbog, som han litterært behandlede i værker som Das Familiengüterrecht in dem Entwurfe eines Bürgerlichen Gesetzbuches für das Deutsche Reich (1889) og Das eheliche Güterrecht nach dem Bürgerlichen Gesetzbuche für das Deutsche Reich in seinen Grundzügen (1896, 3. oplag 1900). Af Schröders andre civilretlige arbejder bør fremhæves hans bidrag til Wilhelm Endemanns Handbuch des deutschen Handels-, See- und Wechselrechts og hans udgave af den almindelige tyske handelslovbog (8. oplag 1896).
Størst betydning havde dog Schröder som retshistoriker. En mængde monografier og afhandlinger udgik fra hans pen: Untersuchungen Zu den fränkischen Volksrechten (1879), Die Franken und ihr Recht (1881), Die deutsche Kaisersage und die Wiedergeburt des Deutschen Reiches (1893), Über eigentümliche Formen des Miteigentums im deutschen und französischen Recht (1896) og mange andre; sammen med Friedrich Bluhme og Hugo Loersch udgav han Drei Abhandlungen zur Geschichte des deutschen Rechts (1871), med Loersch Urkunden zur Geschichte des deutschen Rechts. I (1881, 3. oplag sammen med Leopold Perels 1912), delvis med Carl Koehne Oberrheinische Stadtrechte (I—IV, 1895, 1897—98), med Heinrich Dernburg, Franz von Liszt og Hermann Staub Festschrift für den XXVI Deutschen 
Juristentag« (1902). Schröders hovedværk er den berømte Lehrbuch der Deutschen Rechtsgeschichte (1889, 6. oplag ved Eberhard von Künssberg 1922), et arbejde, der for tysk retshistorie blev hvad Windscheids pandekter var for tysk pandektvidenskab; en miniaturudgave publiceredes i Sammlung Göschen (I—II 1912—13). Ligesom sin store medbejler Heinrich Brunner var Schröder medredaktør af Zeitschrift der Savigny-Stiftung für Rechtsgeschichte, og han overtog den videnskabelige ledelse af det imponerende værk Deutsches Rechtswörterbuch (Wörterbuch der älteren deutschen Rechtssprache) (1914 og ff.).